# Olivuccio di Ciccarello
Olivuccio di Ciccarello (Camerino, ... – Ancona, 1439) è stato un pittore italiano.
Operante dal 1388 al 1439, fu il precursore della pittura marchigiana del XV secolo, nonché la figura principale della scuola di pittura di Ancona, che fiorì tra Trecento e Quattrocento.

## Biografia

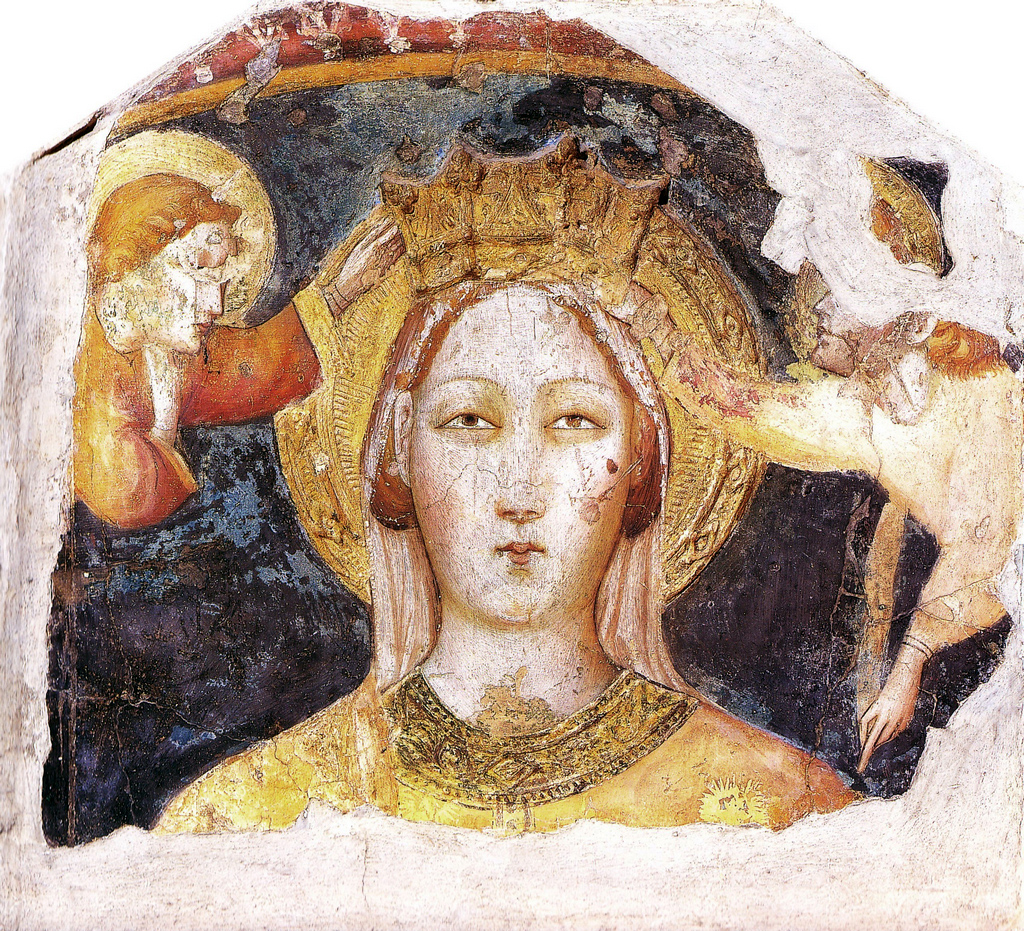
Incoronazione della Vergine, Pinacoteca Podesti, Ancona.

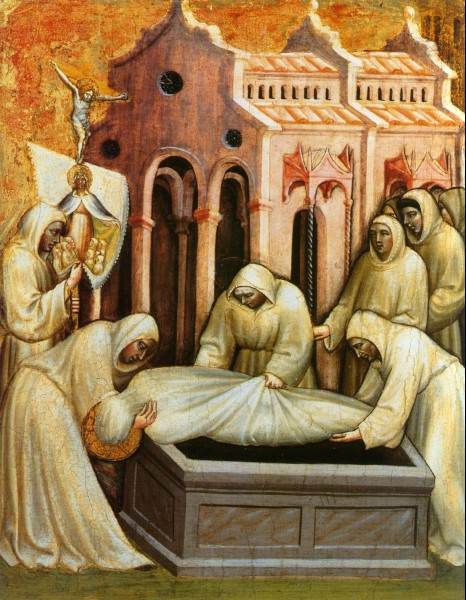
Seppellire i morti (Pinacoteca Vaticana).

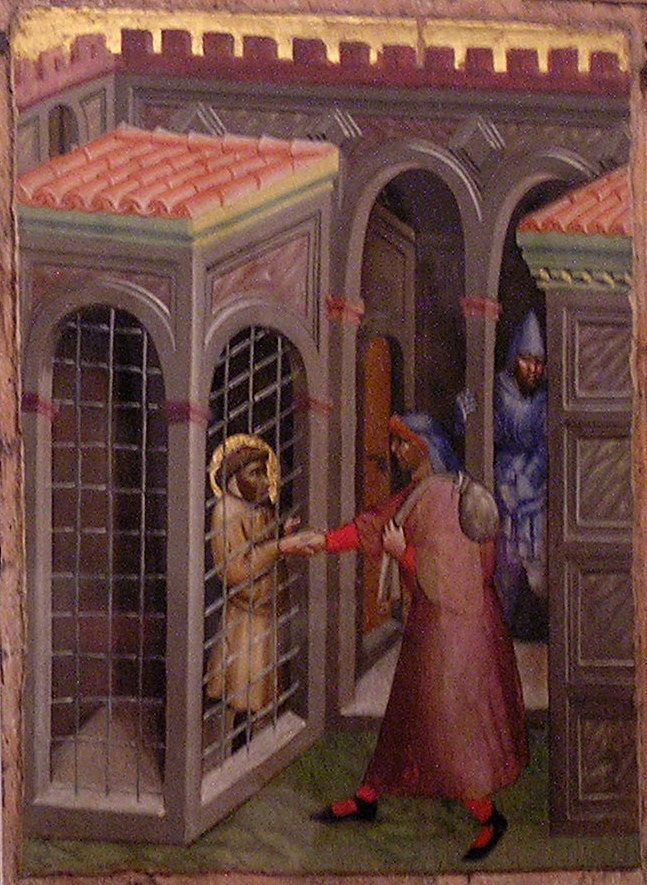
Dare conforto ai carcerati (Pinacoteca Vaticana).

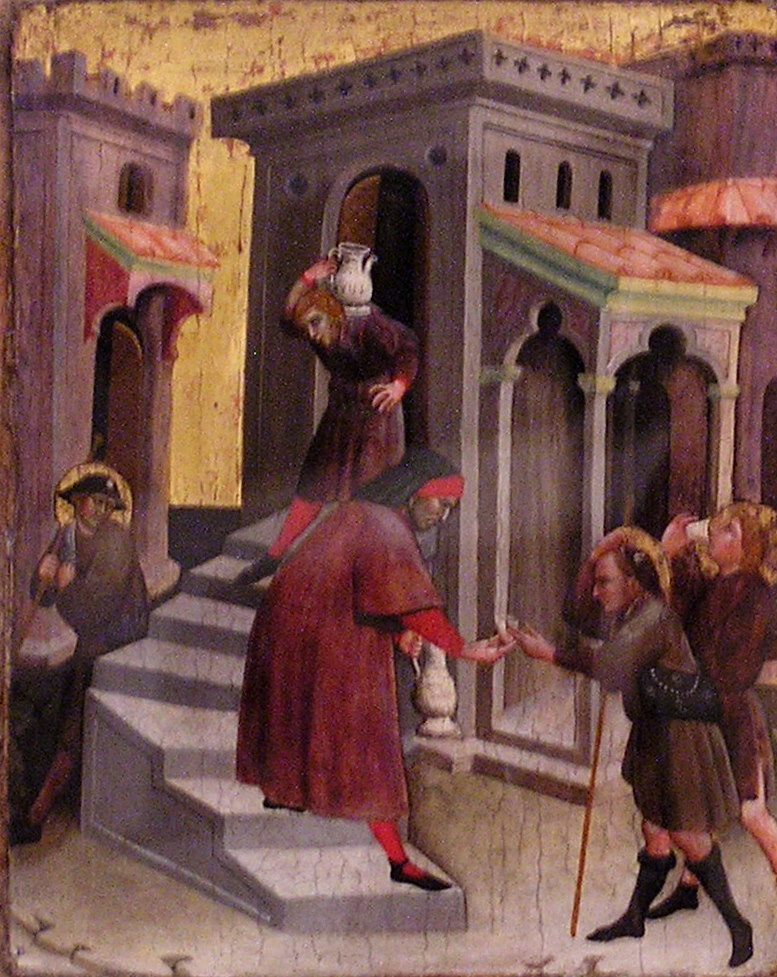
Dare da bere agli assetati (Pinacoteca Vaticana).

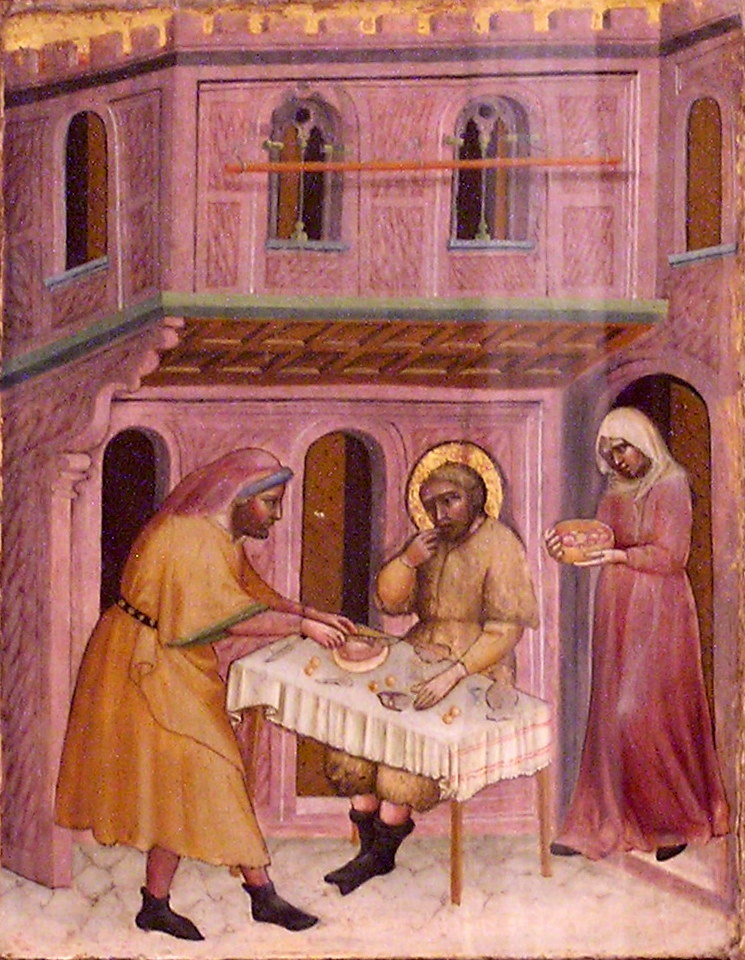
Dare da mangiare agli affamati (Pinacoteca Vaticana).

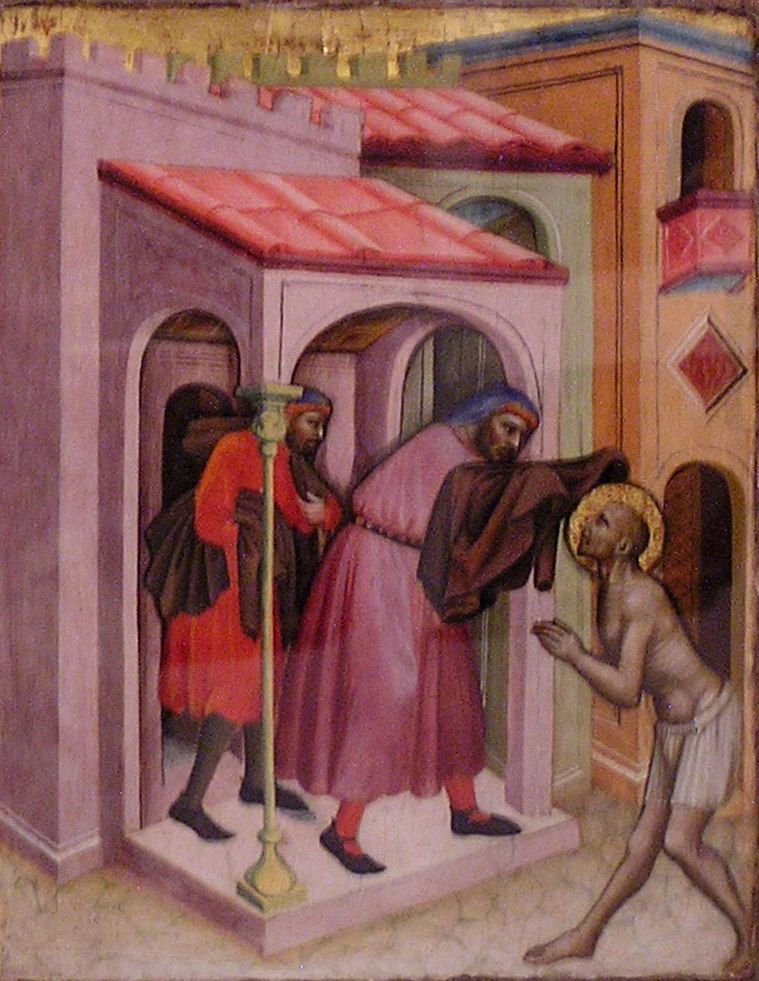
Vestire gli ignudi (Pinacoteca Vaticana).

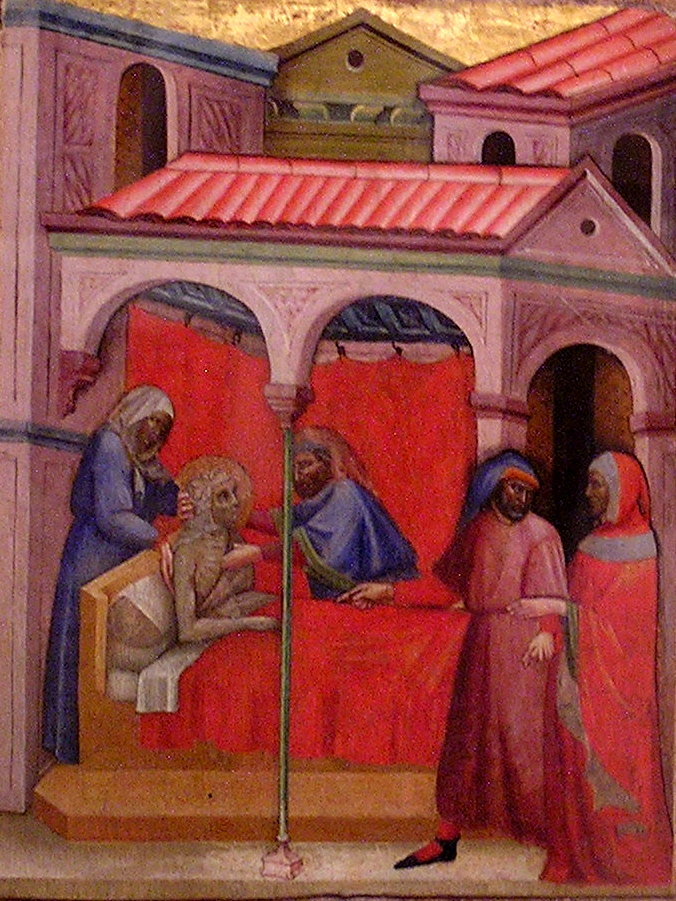
Dare conforto agli ammalati (Pinacoteca Vaticana).

Di Olivuccio, sino al 2002, non si conosceva nessuna opera, ma erano noti il suo nome e l'importanza, dedotta dal fatto che il duca di Milano Filippo Maria Visconti gli aveva commissionato nel 1429 la decorazione ad affresco (con tema Adorazione dei Magi) della Santa Casa di Loreto, opera oggi non più visibile perché occultata dalla decorazione marmorea disegnata dal Bramante o distrutta.
Nel 2002, però, ci fu una svolta: sul Crocifisso del 1396 conservato a Macerata Feltria, la firma dell'artefice, che fino a quel momento era stata letta Carolus, in seguito a un'intuizione dello storico dell'arte Matteo Mazzalupi si rivelò come Ciccarellus; l'opera venne così riportata al suo vero autore, Olivuccio. Di conseguenza, tutte le opere che erano state attribuite al pittore Carlo da Camerino, perché possedevano analogie stilistiche con il Crocifisso, unica opera firmata, furono assegnate a Olivuccio di Ciccarello. Carlo risultò essere così una figura fittizia, tanto da essere definito da Mazzalupi "il pittore inesistente", mentre Olivuccio, pittore di cui era noto il nome, ma a cui, come già ricordato, non era attribuita neppure un'opera, ebbe finalmente riconosciuta la paternità dei propri dipinti.

Olivuccio fu un esponente di primo piano della Scuola di Ancona, attiva tra XIV e XV secolo in ambito tardo-gotico; insieme a lui operarono Giambono di Corrado da Ragusa, suo figlio adottivo, e Bartolomeo di Tommaso da Foligno. Il suo legame con la città dorica è testimoniato dal fatto che la maggior parte delle sue opere è conservata ad Ancona oppure da questa città proviene; inoltre nel documento attestante la commissione per l'affresco nella Santa Casa di Loreto, Olivuccio è chiamato Magister Alegutius Cicarelli de Ancona.
Il percorso artistico di Olivuccio parte dal gotico (punti di riferimento probabilmente furono le opere assisiati di Giotto, Simone Martini ed Ambrogio Lorenzetti) per poi giungere a moduli tipici del gotico internazionale.
Le sue opere hanno subito una dispersione davvero notevole, ed ora sono esposte nei musei di vari paesi del mondo: in Italia (ad Ancona, Macerata Feltria, Camerino, Recanati, Fermo, Urbino, Mondavio, Roma, Bergamo e Milano), in altri paesi europei (a Strasburgo, Cambridge, Stoccolma, Zagabria), nel continente americano (a Baltimora, Cleveland, Santiago del Cile).
Fu sepolto nella chiesa di San Francesco alle Scale di Ancona.

## Opere
Le fonti che attestano le opere elencate qui sotto, ed edite antecedentemente al 2002, parlano di Carlo da Camerino; successivamente a tale data, parlano di Olivuccio di Ciccarello. Per i motivi esposti sopra, i due nomi si riconducono entrambi ad Olivuccio.
Nella Città del Vaticano
- Opere di Misericordia, tempera su tavola, (1410-1420), Pinacoteca Vaticana, da Ancona, chiesa della Misericordia[8][9]
  - Dar da mangiare agli affamati
  - Dar da bere agli assetati
  - Visitare gli infermi
  - Vestire gli ignudi
  - Visitare i carcerati
  - Seppellire i morti
- Madonna col Bambino venerata da un confratello bianco, (1410-1420), Pinacoteca Vaticana, da Ancona, chiesa della Misericordia[8]

In paesi esteri
- San Francesco d'Assisi, Strasburgo, Museo delle Belle Arti[10]
- Decollazione di S. Giovanni Battista, Santiago del Cile, Collezione Alana, da Ancona, chiesa della Misericordia[11][12].
- Crocifissione con la Madonna, una santa martire, S. Giovanni Evangelista, S. Antonio Abate e S. Maria Maddalena, Zagabria, Galleria Strossmayer, già attribuita genericamente alla "Scuola di Ancona"[9]
- Incoronazione della Vergine, con l'Eterno e cori angelici, Stoccolma, Museo Nazionale[9]
- S. Pietro, S. Paolo e nove angeli, Cambridge, Museo Fitzwilliam[9]
- S. Giovanni Evangelista, S. Andrea e nove angeli, Cambridge, Museo Fitzwilliam[13]
- Madonna dell'Umiltà, tre arcangeli, dodici apostoli e tentazione di Eva, Cleveland, Museo d'Arte[9]
- Trittico: Madonna che allatta il Bambino con Santi, Cincinnati, Museo Taft[14]
- Trittico, Baltimora, Walters Art Museum, composto da:
  - Madonna col Bambino[9]
  - San Pietro e San Giovanni Battista[9]
  - San Paolo e San Francesco

In Italia
- Madonna in trono con Bambino e donatore, Bergamo, Galleria Lorenzelli[9]
- Madonna dell'umiltà con angeli, Milano, collezione Lampugnani[9]

Nelle Marche
- Annunciazione, Urbino, Galleria nazionale delle Marche (da Macerata Feltria, PU)[9]
- Madonna in trono con Bambino (nella cuspide: Crocifissione tra S. Maria Maddalena e S. Giovanni), tempera su tavola, (1400), Mondavio (PU), Palazzo Comunale[9]
- Storie evangeliche (frammenti di affreschi), Recanati (MC), Chiesa di S. Agostino[9]. Tra i soggetti rappresentati ci sono:
  - Annunciazione
  - Annuncio ai pastori,
  - Santi e profeti
  - Redentore benedicente
- Crocifisso con Cristo risorto, la Madonna, S. Giovanni Battista e S. Francesco orante, (1396), Macerata Feltria (PU), Chiesa di S. Michele Arcangelo. Prima opera attribuita ad Olivuccio, dalla quale è stato possibile ricostruire il corpus dei suoi dipinti. È datata “MCCCLXXXXVI”[9]
- Dormitio Virginis, tempera su tavola cm 113x170, (XV secolo), Ancona, Pinacoteca civica "Francesco Podesti"[9]
- Madonna dell'Umiltà e angeli, tempera su tavola cm 73x51, (XV secolo), Ancona, Pinacoteca civica "Francesco Podesti"[9]
- Circoncisione, tempera su tavola, (XV secolo) Ancona, Pinacoteca civica "Francesco Podesti"[9]
- Vergine Incoronata (frammento di affresco, da San Domenico di Ancona), Ancona, Pinacoteca civica "Francesco Podesti"[9]
- Madonna della Misericordia con santo martire, (1410-1420), Ancona, Museo Diocesano[8][15]
- Beato Filippo da Todi, Ancona, Museo Diocesano[8][16]
- San Primiano vescovo benedicente e donatori, Ancona, Museo Diocesano[9][15], da Ancona, Santa Maria della Piazza[7]
- Madonna in trono allattante il Bambino, con committente (da S. Maria della Misericordia, Ancona), Ancona, Museo Diocesano[9][15][17]
- San Giacomo maggiore, Ancona, Museo Diocesano[15]

Opere perdute o non più visibili
- Adorazione dei Magi, affresco, Loreto, Basilica della Santa Casa[7]
- dipinti (affreschi?), 1434, Ancona, Chiesa di San Francesco alle Scale[7]
- dipinti (affreschi?), Sirolo (AN), Chiesa di San Martino[7]
  - Crocifissione
  - Vita di San Nicolò (sei storie)

## Note

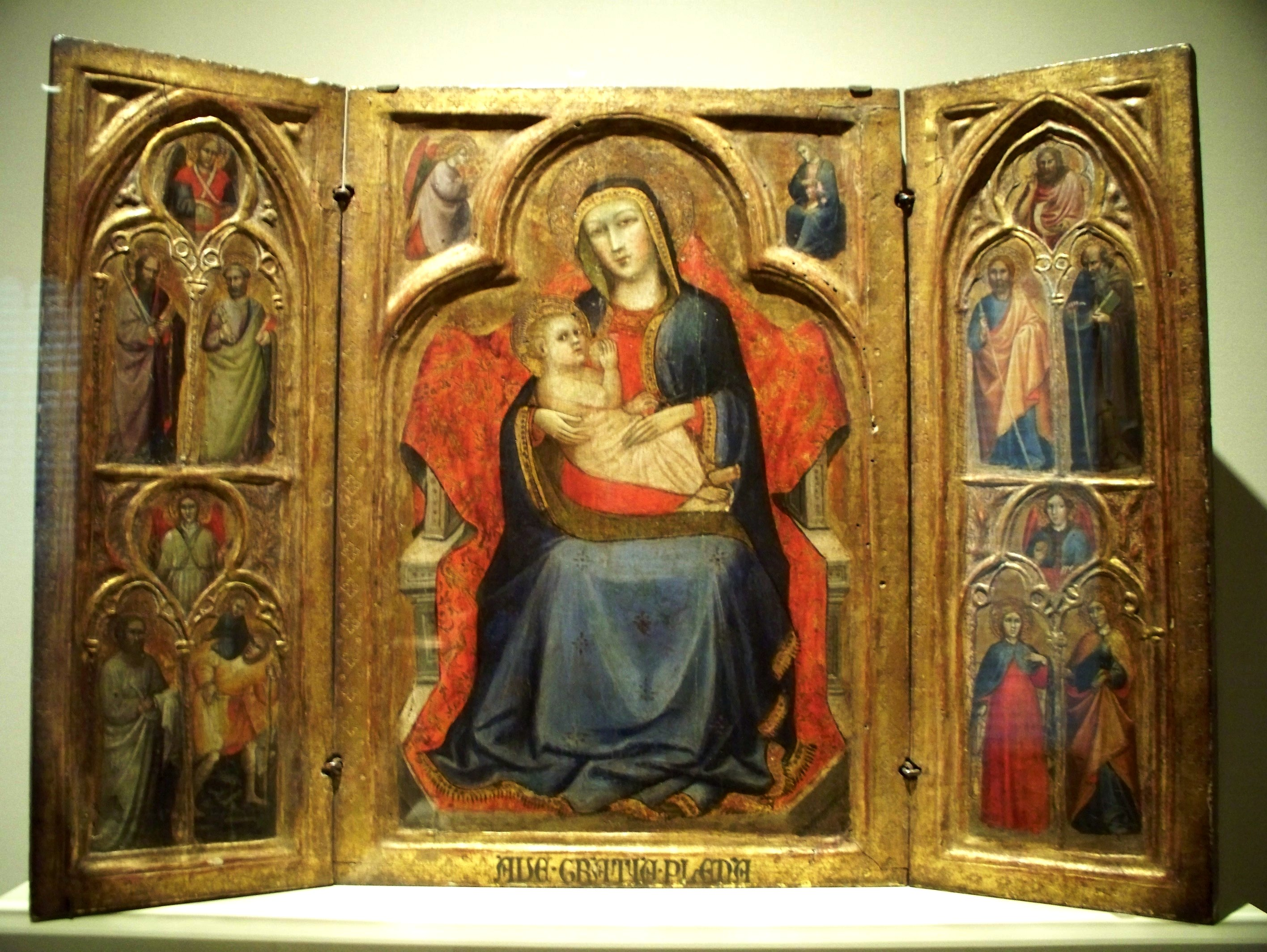
Trittico attribuito a Carlo da Camerino (e quindi ad Olivuccio), al Museo Taft di Cincinnati, negli Stati Uniti